# Laß mich am Sonntag nicht allein
Laß mich am Sonntag nicht allein ist ein deutscher Musik-Spielfilm aus dem Jahr 1959. Regie führte Arthur Maria Rabenalt. Die Hauptrollen waren mit Heidi Brühl, Georg Thomalla und Willy Millowitsch besetzt. Das Drehbuch verfassten Ernst Neubach und Adolf Schütz. Es beruht auf einer Idee von Laslo Kiss. In der Bundesrepublik Deutschland kam der Streifen das erste Mal am 18. Dezember 1959 in die Kinos. 

## Handlung
Toni Hauser arbeitet nur ungern in der Mühle seiner Mutter. Sein Interesse gilt fast nur der Musik. Am liebsten würde er sein Hobby zum Beruf machen. Die bisherigen Gesangsvorträge in seinem Heimatdorf haben sich jedoch nur als brotlose Kunst erwiesen. In Liebesdingen hat der Bursche ein Auge auf die Gastwirtstochter Elsie Schaller geworfen. Die macht ihm zwar des Öfteren schöne Augen, aber nicht, weil sie in ihn verliebt wäre, sondern um ihrem strengen Vater zu trotzen, der nichts für den Musikanten übrig hat und seine Tochter mit einem ihr fremden Mann vermählen möchte.
Toni will sein Glück beim Theater in der Großstadt versuchen. Zusammen mit seinem Freund Edi, dem Texter seiner Lieder, macht er sich auf den Weg. Tonis Vermieterin, Frau Müller, die als Garderobenfrau beim Theater arbeitet, vermittelt den beiden eine vorübergehende Anstellung, aber nur als Bühnenarbeiter. Dies aber verschweigt Toni seiner Mutter. Für sie hat er den Platz auf der Bühne. Dort will sie ihn auch anlässlich ihres 70. Geburtstages bewundern. Rosi Földes, die Sekretärin des Theaterdirektors, hat sich in Toni verliebt und will ihm aus der Patsche helfen. Mit einem Trick sorgt sie dafür, dass der für die Nachmittagsvorstellung vorgesehene Sänger einen anderen Termin wahrnehmen muss und Toni für ihn einspringen kann. Als danach aber der Schwindel auffliegt, werden die zwei Bühnenarbeiter fristlos entlassen.
Elsies Vater hat den Ingenieur Stefan Spessenberger als Bräutigam für seine Tochter ausgesucht. Nach anfänglichem Zögern wird der ihr immer sympathischer. So kommt es, dass die anfängliche Freundschaft bald echter Liebe weicht.
Toni und Edi haben einen Job bei einem kleinen Wanderzirkus gefunden. Mit ihm ziehen sie von Dorf zu Dorf und tragen vor einer kleinen Zuhörerschaft ihre Lieder vor. Dies ist jedoch alles andere als befriedigend für die zwei. Die Rettung lässt nicht lange auf sich warten: Das Fernsehen hat Tonis kurzen Bühnenauftritt gesendet, und sein Lied ist zu einem Schlager geworden. Plötzlich reißen sich die Musikverleger um Toni und seinen Texter.
Auf eine Doppelhochzeit können sich Toni und Rosi sowie Elsie und Stefan freuen.

## Musik
In dem Streifen werden folgende Lieder gesungen: 
1. Oh, sag niemals nein – nein, Slow-Rock
2. Einmal links – einmal rechts – einmal gradeaus, Foxtrott
3. Jeder Mensch braucht ein bißchen Liebe, Calypso-Fox
4. Sheriff Braun wollt‘ Hochzeit machen, Hillbilly-Song
5. Laß mich am Sonntag nie allein, Langsamer Walzer
6. Wenn zwei Bayern Hochzeit feiern
7. Eine Handvoll Heimaterde
8. Kannst du pfeifen, Johanna

Die Lieder 1 bis 6 stammen aus der Feder von Ulrich Sommerlatte. Tom & Tommy schufen den Schlager Eine Handvoll Heimaterde und Ernst Neubach zusammen mit Sten Axelsen den Evergreen Kannst du pfeifen, Johanna?

## Produktionsnotizen
Für Heidi Brühl war Laß mich am Sonntag nicht allein ihr erster Musikfilm. Die Außenaufnahmen entstanden größtenteils im Altmühltal (Bayern). Die Hochzeit wurde an der Martinskirche in Greding gedreht. Die Bauten stammen von den Filmarchitekten Max Mellin und Max Seefelder. Franz Baur-Pantoulier schuf die Choreografie, die von den Tänzern John Schapar und Heino Hallhuber umgesetzt wurde.

## Kritik
„Der Aufstieg eines dörflichen Schnulzensängers zum Schallplattenmillionär. Ein «musikalisches Volksstück» mit offenbar ironischem Hintergedanken – das aber versteckt genug, um die «Kasse» nicht zu gefährden.“

## Quelle
- Programm zum Film: Illustrierte Film-Bühne, Vereinigte Verlagsgesellschaften Franke & Co. KG, München, Nr. 05107